# Línea 124 (Montevideo)
La línea 124 de Montevideo une la Ciudad Vieja con Santa Catalina. Cuenta además, con un servicio semidirecto los días hábiles.

## Características
En 2021 a modo de sustituir a la línea D2 es creado un ramal semidirecto de esta línea, con frecuencias solamente los días hábiles. La misma se caracteriza por tener un recorrido distinto a la línea habitual y con menos descensos.
Para buscar datos de la vieja línea 124 de COMESA, se puede consultar directamente con el archivo Línea 524 de COMESA en Wikipedia

## Recorridos
En ambos sentidos circula por los siguientes barrios de la capital: Aduana, Ciudad Vieja, Centro, Aguada, Arroyo Seco, Bella Vista, Capurro, Cerro, Casabo Norte y Santa Catalina.

### Urbano
| Ida: - 25 de Mayo - Juncal - Cerrito - Juan Lindolfo Cuestas - Buenos Aires - Liniers - San José - Andes - Mercedes - Avenida General Rondeau - General Carballo - Avenida Agraciada - Avenida Joaquín Suárez - Bulevar Artigas - Accesos a Montevideo - Camambú - Avenida Carlos María Ramírez - La Vía - Burdeos - Cno. Santa Catalina - Las Achiras - Terminal Santa Catalina | Vuelta: - Terminal Santa Catalina - Las Achiras - Camino Santa Catalina - Burdeos - Pasaje de la vía - Avenida Carlos María Ramírez - Avenida Santín Carlos Rossi - Pedro Castellino - Zona C (Terminal del Cerro) - Egipto - Japón - Avenida Dr. Carlos María Ramírez - Accesos a Montevideo - Bulevar Artigas - Avenida Agraciada - Paraguay - Avenida Uruguay - 25 de Mayo |

### Semi-directo
| Ida: - 25 de Mayo - Juncal - Cerrito - Juan Lindolfo Cuestas - Buenos Aires - Liniers - San José - Andes - Mercedes - Avenida Rondeau - General Aguilar - Jujuy - San Fructuoso - Rambla Baltasar Brum - Accesos a Montevideo (Ruta anterior a Santa Catalina) | Vuelta: - (Ruta habitual de Santa Catalina a Accesos) - Rambla Baltasar Brum - San Fructuoso - Mendoza - Paraguay - Avenida Uruguay - 25 de Mayo |

## Paradas

### Urbano
| Ida (Hacia Afuera) - Juncal - Bartolomé Mitre - Treinta Y Tres - Zabala - Pérez Castellano - Guaraní - 25 de Mayo - Washington - Guaraní - Colón - Misiones - Ituzaingó - Juan Carlos Gómez - 18 de Julio - Río Branco - Paraguay - Paysandú - Valparaíso - Asunción - Nicaragua - Guatemala - Colombia - Cnel. Fco. Tajes - Gral. Fco. Caraballo - Gral Luna - Entre Ríos - A. García Morales - Dr Evaristo Ciganda - Grito de Asencio - Gral Enrique Martínez - Buricayupí - Plaza Cuba - Cnel. S. Labandera - Emilio Romero - Dionisio Coronel - Vigo - Turquía (Term. Cerro) - Santín C. Rossi - Bogotá - Vizcaya - Puerto Rico - Filipinas - Dinamarca - Bulgaria - FrenteNº 2512 - Psje La Vía - Paralela A Estados Unidos - Burdeos - Psje 17 Mts - 18 MTS - Carlos Pedrell - Cno. Dellazoppa - Cno. Santa Catalina - Tamberá - Rubén Darío - Term. Santa Catalina | Vuelta (Hacia Centro) - Term. Santa Catalina - Cno Santa Catalina - Tamberá - Burdeos - Cno Dellazoppa - Carlos Pedrell - Psje 18 M - Psje La Vía - Paralela A Estados Unidos - Carlos Ma. Ramírez - Frente N.º 2511 - Bulgaria - Dinamarca - Filipinas - Puerto Rico - Vizcaya - Bogotá - Av Dr Santin Carlos Rossi - Turquía - Terminal Cerro - Vigo - Escuela Marítima - Refinería ANCAP - Wenceslao Regules - 12 de Diciembre - José Nasazzi - Pza. Gral. San Martín - Dr. Evaristo Ciganda - S. García Pintos - Santa Fe - Palacio de la Luz - Gral. Pacheco - César Díaz - Torre ANTEL - Nicaragua - Nueva York - Estación Central - Paysandú - Julio Herrera y Obes - Convención - Florida |

### Semidirecto
22 paradas en la ida, y 21 en la vuelta.

## Horarios
Primeras y Últimas salidas:
| Línea 124                      | Días Hábiles | Sábados | Domingos |
| ------------------------------ | ------------ | ------- | -------- |
| 1ª Salida (Ciudad Vieja)       | 05:23        | 00:20   | 00:00    |
| Última Salida (Ciudad Vieja)   | 23:53        | 23:40   | 23:30    |
| 1ª Salida (Santa Catalina)     | 04:45        | 00:07   | 00:00    |
| Última Salida (Santa Catalina) | 23:45        | 23:44   | 23:22    |

## Frecuencia
El 124 normalmente los días hábiles tiene una frecuencia de 5 a 10 minutos, los sábados de 15 a 20 minutos y los domingos y feriados de 25 minutos.